# Algoritmo de Bowyer-Watson
En geometría computacional, el Algoritmo de Bowyer–Watson es un método para calcular la triangulación de Delaunay de un conjunto finito de puntos en cualquier número de dimensiones. El algoritmo se puede emplear también para construir el Diagrama de Voronoi de los puntos, el cual es el grafo dual de dicha triangulación. El algoritmo es a veces denominado como Algoritmo de Bowyer  o Algoritmo de Watson ya que ambos autores, Adrian Bowyer y David Watson, lo desarrollaron de forma independiente al mismo tiempo. Cada uno publicó un artículo sobre el mismo asunto en la revista The Computer Journal.

## Descripción del algoritmo
El algoritmo de Bowyer-Watson emplea un método incremental, donde se parte de una triangulación de Delaunay trivial (generalmente un triángulo o un par de triángulos que forman una caja contenedora) a la que se añaden uno a uno los puntos. Después de cada inserción, se eliminan aquellos triángulos cuyo circuncírculo contengan al punto recién introducido. El agujero resultante tiene forma de polígono estrellado simple, el cual puede ser retriangulado alrededor del punto recién insertado.
Si nuestra estructura de datos dispone de información de conectividad entre triángulos, el algoritmo tiene orden O(N log N) operaciones para triangular N puntos, a pesar de que existen casos degenerados especiales donde puede tomar O(N2). El orden en que se insertan los vértices tiene una gran influencia en el tiempo de ejecución del algoritmo, por lo que a veces se realiza una ordenación previa de los mismos acorde a una curva de Hilbert.
Este algoritmo puede ser sensible a datos de entrada degenerados, como puntos situados en patrones regulares que hacen que la resolución de si un punto está dentro o fuera del circuncírculo de un triángulo dependa de decimales por debajo del umbral de precisión de la representación en coma flotante. Por ello, es recomendable emplear algún test robusto en lugar de comparar distancias euclídeas entre puntos.

## Explicación gráfica del proceso

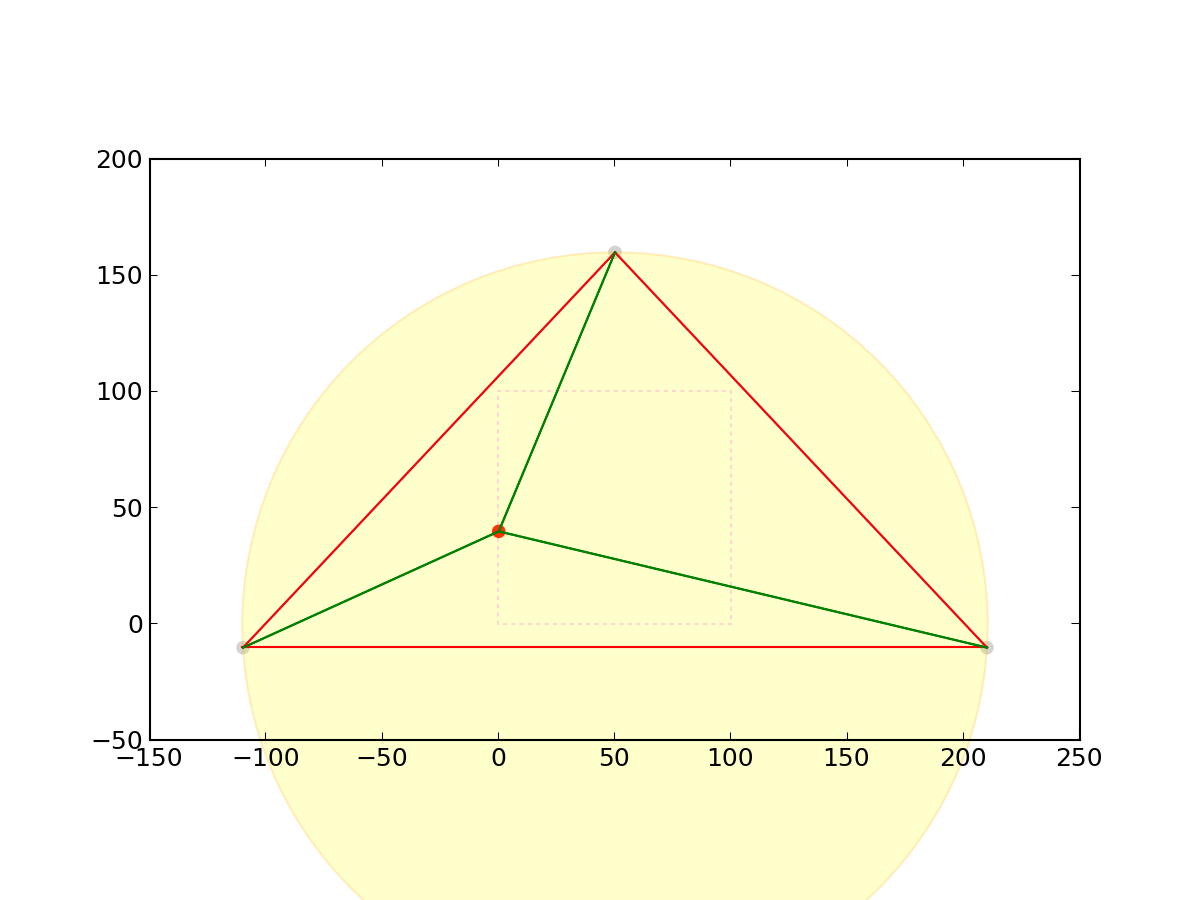
Generación de la triangulación inicial trivial (en este caso un super-triángulo) e inserción del primer nodo.
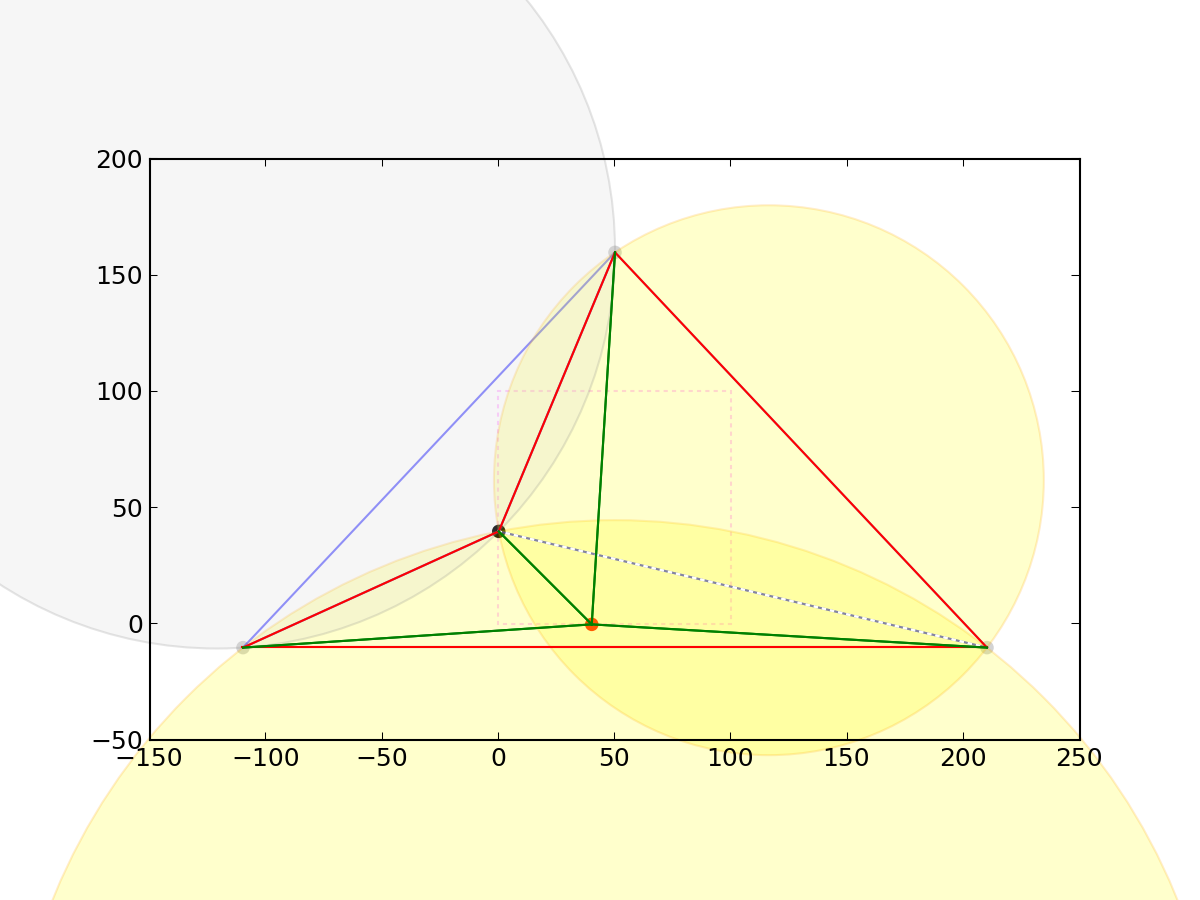
Inserta segundo nodo
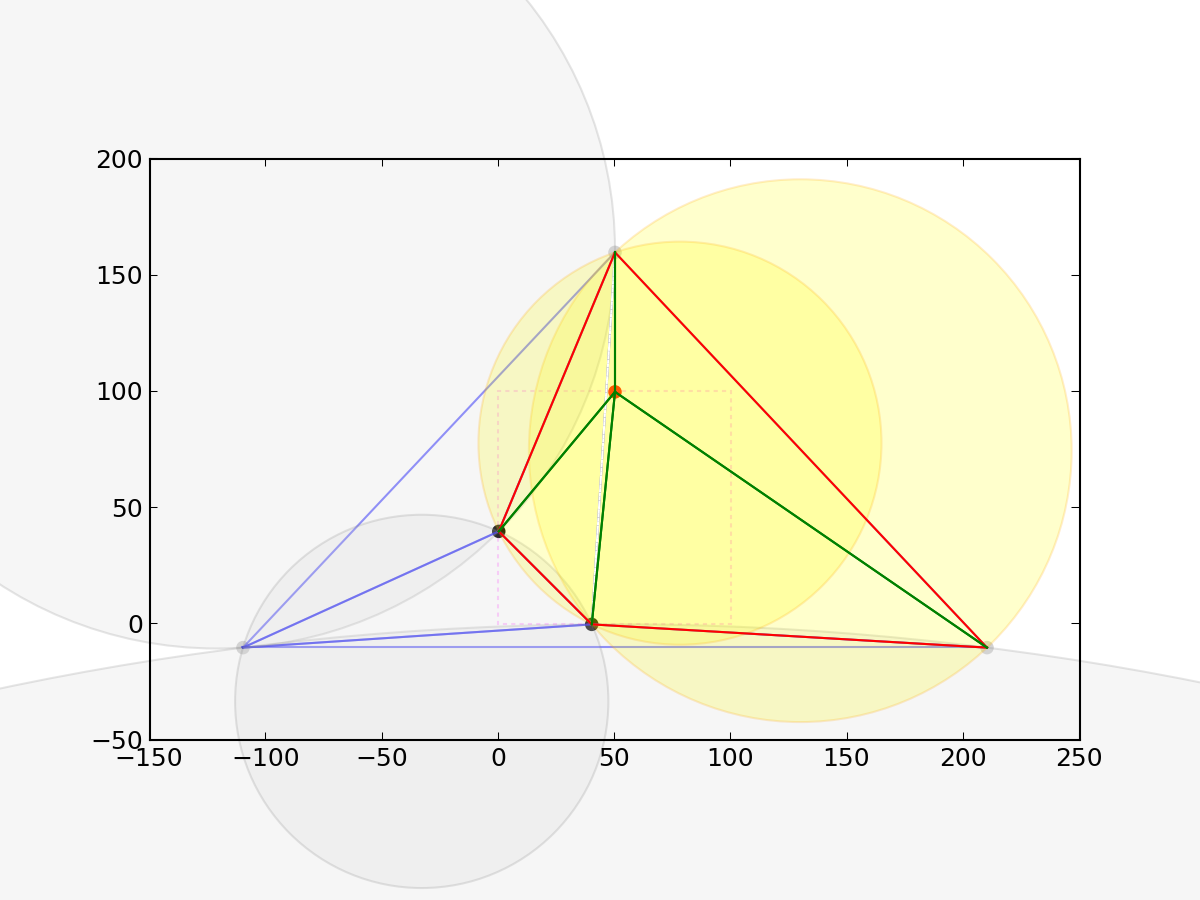
Inserta tercer nodo
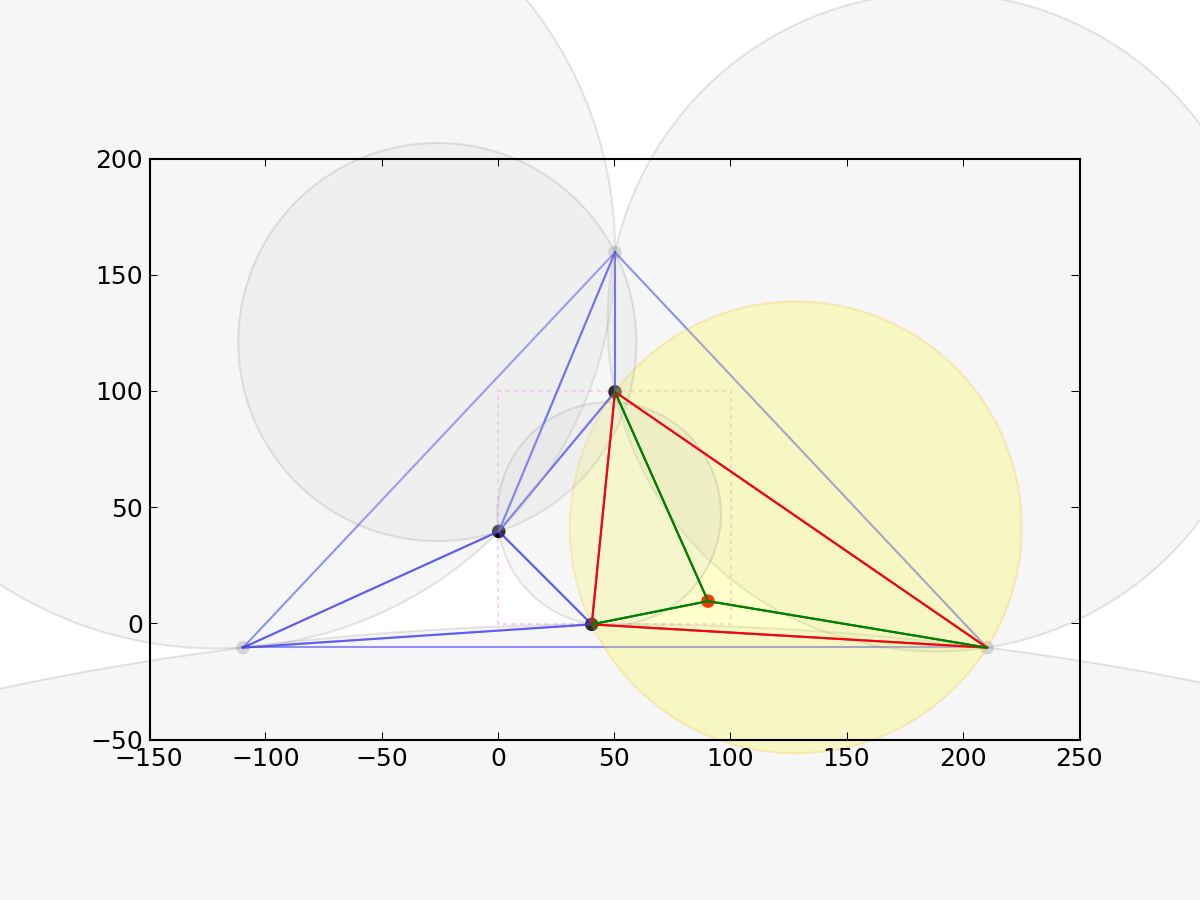
Inserta cuarto nodo
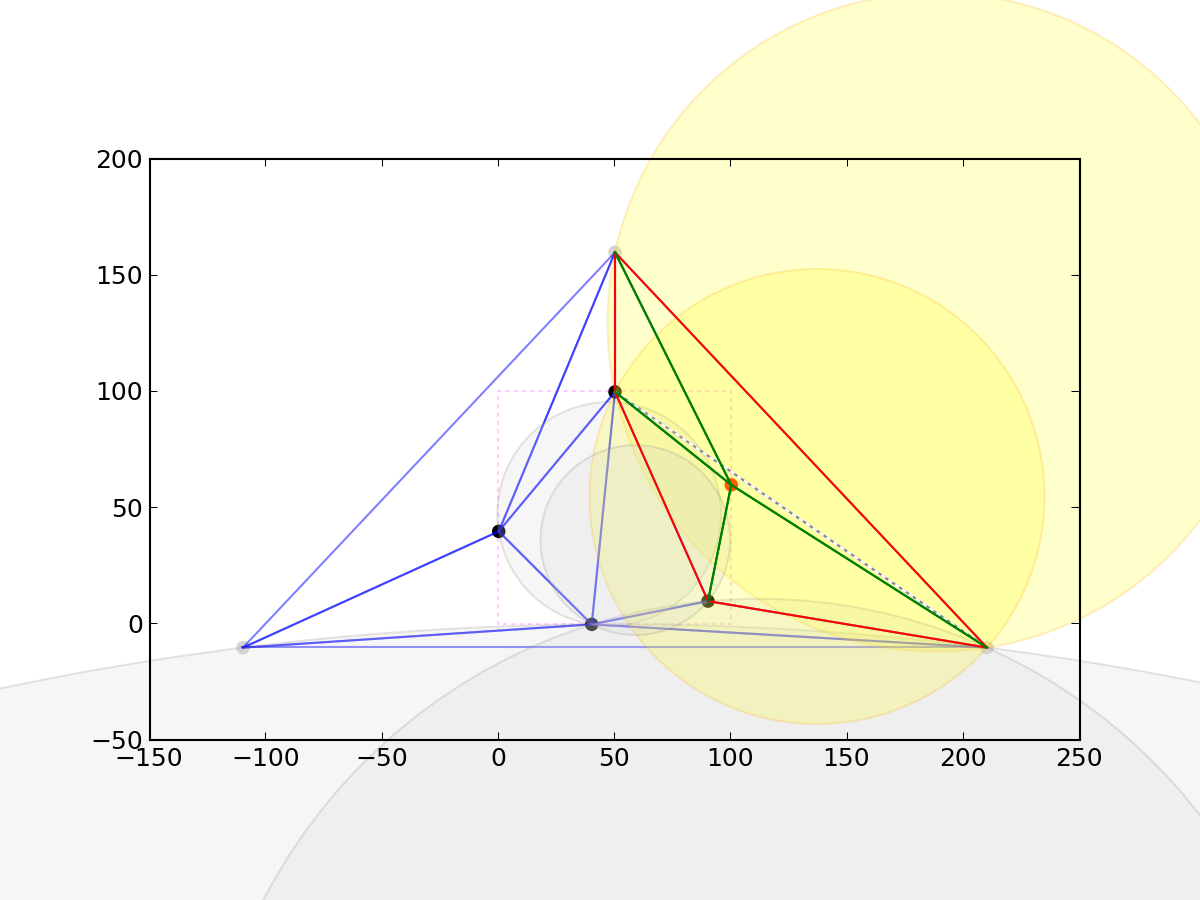
Inserta quinto (y último) nodo
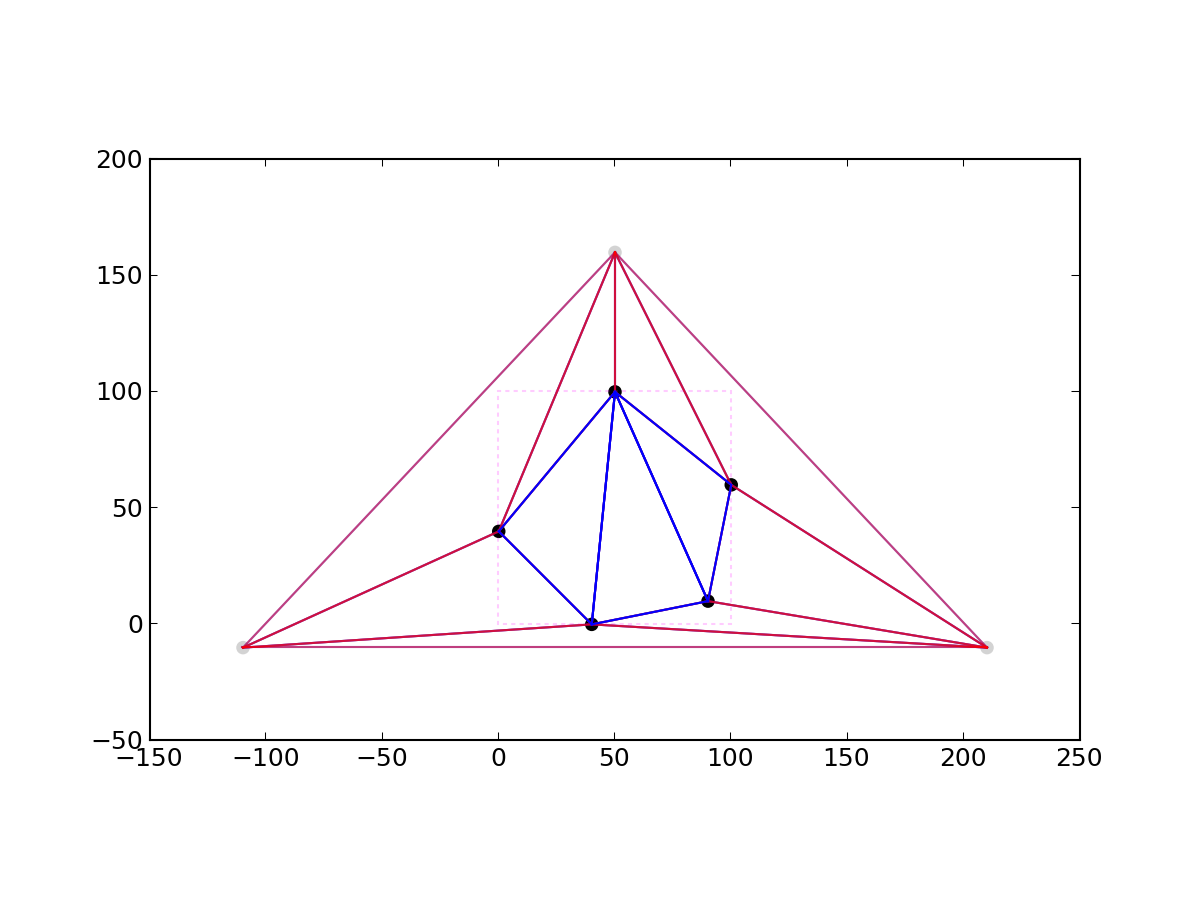
Elimina las aristas con algún extremo en el super-triángulo inicial.

## Pseudocódigo
```
   
function
 
BowyerWatson
 
(
pointList
)

      
// pointList es una lista de coordenadas de los puntos de entrada

      
triangulation
 
:=
 
super
-
triangle
 
// Crea un triángulo suficientemente grande como para contener todos los puntos de entrada

      
for
 
each
 
point
 
in
 
pointList
 
do
 
// Añade los puntos uno a uno

         
badTriangles
 
:=
 
empty
 
set

         
for
 
each
 
triangle
 
in
 
triangulation
 
do
 
// busca los triángulos que van a dejar de ser válidos

            
if
 
point
 
is
 
inside
 
circumcircle
 
of
 
triangle

               
add
 
triangle
 
to
 
badTriangles

         
for
 
each
 
triangle
 
in
 
badTriangles
 
do
 
// Elimina los triángulos de la estructura, creando un hueco

            
remove
 
triangle
 
from
 
triangulation

         
polygon
 
:=
 
empty
 
set

         
for
 
each
 
triangle
 
in
 
badTriangles
 
do
 
// Calcula la frontera del hueco creado por bad_triangles

            
for
 
each
 
edge
 
in
 
triangle
 
do

               
if
 
edge
 
is
 
not
 
shared
 
by
 
any
 
other
 
triangles
 
in
 
badTriangles

                  
add
 
edge
 
to
 
polygon

         
for
 
each
 
edge
 
in
 
polygon
 
do
 
// re-triangula el hueco usando el nuevo punto.

            
newTri
 
:=
 
form
 
a
 
triangle
 
from
 
edge
 
to
 
point

            
add
 
newTri
 
to
 
triangulation

      
for
 
each
 
triangle
 
in
 
triangulation
 
// Limpieza de los triángulos externos a la lista de vértices.

         
if
 
triangle
 
contains
 
a
 
vertex
 
from
 
original
 
super
-
triangle

            
remove
 
triangle
 
from
 
triangulation

      
return
 
triangulation

```